# Banda Vagabundos
Banda Vagabundos é uma banda brasileira de axé music formada por Banana (bateria e voz), Ronald (percussão e voz) e Carlão (baixo e voz). Banana, Ronald e Carlão tocam juntos desde 1991. Em 1992, em meio a baladas e eventos em São Paulo, surgiu a banda Vagabundos. Na primeira formação, gravaram o primeiro CD, Relaxa, que foi produzido por Rick Bonadio. Com o lançamento deste CD, em 1999, ganharam reconhecimento nacional com a música “Relaxa Senão Não Encaixa” (Banana), que foi tema da famosa Banheira do Gugu, do programa Domingo Legal, do SBT. Em seguida, emplacaram outro sucesso, a música “Vagabundo Eu Sou” (Banana / Mauricinho).
Depois do enorme sucesso em vários programas de TV em emissoras como TV Globo, RecordTV, SBT, Band, RedeTV!, Gazeta, de rádio e shows por todo o Brasil, veio a necessidade de gravar o segundo CD, Siliconada. A música “Siliconada” (Banana) causou polêmica entre as mulheres que tem silicone e as não siliconadas, quando eles dizem em um trecho da música “...procuro uma mulher original de fábrica...”. A música “Vida Boa” (Banana) foi outro sucesso do segundo CD, que tocou na terceira edição do Big Brother Brasil, da Globo.
Em 2005, a banda gravou o seu terceiro CD, Ao Vivo em Salvador, com novos arranjos do primeiro e do segundo CD, músicas inéditas e as mais pedidas de todas as baladas “Quero parar, mas não consigo! Quero parar...” (a hora mais esperada do show).
Atualmente, a banda se encontra em estado de hibernação e, apesar de algumas tentativas de retorno, nada se sabe da banda nesse momento.

## Integrantes
- Banana - bateria e voz
- Ronald - percussão e voz
- Carlão - baixo e voz

## Ex integrantes
- Adriano guitarra e voz
- Fernando teclado e voz

## Discografia
- Relaxa (1999)
- Siliconada (2000)
- Ao Vivo em Salvador (2005)